# Рашович, Страхиня
Страхиня Рашович (серб. Страхиња Рашовић; род. 9 марта 1992, Белград) — сербский ватерполист, игрок клуба «Вашаш» и сборной Сербии. Двукратный чемпион Олимпийских игр 2020 и 2024 годов, чемпион Средиземноморских игр 2018 года, двукратный победитель летних Универсиад (2011 и 2017 годы).

## Карьера
На клубном уровне Страхиня Рашович сначала играл за ВК «Белград», а с 2010 по 2015 год — в «Црвене Звезде». С 2015 по 2017 годы играл за испанский ВК «Атлетик Барселона», становился чемпионом Испании. В 2023 году Душан переехал в Венгрию, и присоединился к «Вашашу».
В 2011 году в составе сборной Сербии стал чемпионом летней Универсиады, которая проходила в Шэньчжэне. В 2017 году на летней Универсиаде повторил свой успех. 
С 2014 года играет в сборной страны.
На чемпионате мира 2019 года сборная Сербии, в которой играл Страхиня Рашович, заняла итоговое пятое место после поражения от испанцев со счетом 9-12 в четвертьфинале.
В 2021 году принимал участие в летних Олимпийских играх в Токио, где сербы повторили итог четырёхлетней давности и вновь стали олимпийскими чемпионами, а Страхиня завоевал своё первое олимпийское золото.
На Олимпийских играх 2024 года в Париже сербы в финале встретились с Хорватией и победили 13-11. Страхиня Рашович стал двукратным чемпионом Олимпийских игр.
Родной брат Виктор Рашович также игрок национальной сборной по водному поло.

## Клубные трофеи
- Чемпионат Сербии 2012/13, 2013/14 — Чемпион с «Црвеной звездой», 2020/21 — Чемпион с «Раднички», 2021/22, 2022/23 — с «Новым Белградом»;
- Кубок Сербии 2012/13, 2013/14 — с «Црвеной звездой»;
- Евролига 2012/13 — Чемпион с «Црвеной звездой»;
- Суперкубок Европы 2013 — Чемпион с «Црвеной звездой».
- Чемпионат Испании 2015/16, 2016/17 — Чемпион с «Атлетиком Барселона»;
- Кубок Испании 2015/16, 2016/17 — Чемпион с «Атлетиком Барселона».